# سمير قصير
سمير قصير (5 مايو 1960 - 2 يونيو 2005). كان صحافيًا لبنانيًا في صحيفة النهار، من أب فلسطيني وأم سورية، وأستاذاً للعلوم السياسية في جامعة القديس يوسف في بيروت. درس في جامعة السوربون في باريس حتى نال على شهادة الدكتوراه في التاريخ الحديث منها. كان من دعاة الديمقراطية وواحد من أبرز المعارضين للتدخل السوري في لبنان. ويحمل الجنسية الفرنسية. كتب في عدد من الصحف اليومية والأسبوعية والمطبوعات الفصلية مثل جريدة النهار اللبنانية والحياة الصادرة في لندن وفي المطبوعة الفرنسية الشهرية لوموند ديبلوماتيك وفي جريدة لوريون لوجور اللبنانية الناطقة باللغة الفرنسية.
شارك عام 2004 في تأسيس حركة اليسار الديمقراطي وكان من أبرز وجوهها إلى جانب إلياس عطا الله ونديم عبد الصمد.
في 2 يونيو 2005 أُغتِيل -في إطار سلسلة من الاغتيالات التي استهدفت شخصيات سياسية لبنانية معارضة للنفوذ السوري ومن بينهم رفيق الحريري وجورج حاوي- عن طريق قنبلة مزروعة في سيارته، وما زالت هوية الفاعلين مجهولة.

## نشأته
وُلد سمير في الخامس من شهر مايو عام 1960. كان والده لبنانيًا فلسطينيًا ووالدته لبنانية سورية، وينحدر من عائلة أنطاكية أرثوذكسية يونانية.
نال إجازةً في الفلسفة السياسية عام 1984. وفي العام نفسه حصل على دبلوم الدراسات المتعمقة DEA (مؤهل يُعادل تقريبًا درجة الماجستير في النظام الجامعي البريطاني) في الفلسفة والفلسفة السياسية من جامعة بانتيون سوربون. ثم حصل على الدكتوراه في التاريخ الحديث والمعاصر من جامعة باريس السوربون عام 1990، وكان موضوع أطروحته حول الحرب الأهلية اللبنانية.

## الصحافة
بدأت مسيرة سمير قصير الصحفية في السابعة عشر من عمره وهو لايزال طالبًا في المرحلة الثانوية في مدرسة الليسيه الفرنسية في بيروت، وأسهم بعدة مقالات –غير موقَّعة– في صحيفة النداء التابعة للحزب الشيوعي اللبناني. في العام نفسه، بدأ قصير تقديم إسهامات للصحيفة اليومية الناطقة بالفرنسية لوريون لوجور. في الفترة بين 1981 حتى عام 2000، ساهم سمير لصالح صحيفة لو موند دبلوماتيك، وهي صحيفة فرنسية دولية معنية بالسياسة. في عام 1982 و 1983، حرّر قصير نشرة أخبار بعنوان Le Liban en Lutte (لبنان المكافح)، التي كُرست للمقاومة اللبنانية ضد الاحتلال الإسرائيلي. منذ عام 1984 حتى 1985، حرر قصير اليوم السابع الأسبوعية، وكان منذ عام 1986 حتى عام 2004 عضوًا في اللجنة التحريرية لصحيفة Revue des Etudes Palestiniennes، وهي صحيفة ناطقة بالفرنسية تابعة لمعهد الدراسات الفلسطينية. في عامي 1988 و 1989، أسهم قصير في صحيفة الحياة الناطقة بالعربية، التي كانت تتخذ من لندن مقرًا لها.
في عام 1995، أسَّس قصير مجلة سياسية وثقافية شهرية تُدعى لوريون لكسبريس (بالفرنسية:  L’Orient L’Express)، وتولّى رئاسة تحريرها حتى توقفت عن النشر عام 1998، بسبب قلة اهتمام المتابعين وضغوط من سوق الإعلانات. منذ ذلك العام، أصبح قصير بروفيسورًا في معهد العلوم السياسية التابع لجامعة القديس يوسف في بيروت. وفي العام ذاته، أصبح قصير كاتبًا محررًا في صحيفة النهار اليومية. اشتُهر قصير لاحقًا بمقالاته التي ينشرها في العمود الأسبوعي، والتي كتب فيها مقالات عنيفة قوية ضد الحكومة اللبنانية الموالية لسوريا. كما كان يظهر باستمرار محللًا سياسيًا على عدد من البرامج الإخبارية في المحطات التلفزيونية.

## الاغتيال والجنازة
اغتيل قصير بسيارة مفخخة في القسم المسيحي من مدينة بيروت في الثاني من شهر يونيو عام 2005، بعد بضعة أيام فقط من الانتخابات العامة. ما يزال التحقيق في مقتل قصير جاريًا، لكن حتى اليوم، لم تُقدَّم أي إدانة لأي طرف. تلقّى قصير مرارًا تهديدات من ضباط المخابرات السورية واللبنانية، فبرزت فكرة في لبنان مفادها أن المسؤول عن اغتيال قصير إما جهاز الأمن السوري اللبناني أو بقاياه (ادّعت سوريا أن جميع ضباط مخابراتها خرجوا من لبنان، بالإضافة إلى استقالة رئيس قوات الأمن اللبنانية). أنكرت الحكومة السورية جميع التهم المتعلقة بقضية اغتيال قصير.
في الرابع من شهر يونيو، أُجريت جنازة لقصير في بيروت، وحضرها مئات الأشخاص.

### تبعات الحادثة
برز استنكار واسع النطاق لمقتل قصير، وألقت عدة شخصيات معارضة وبارزة اللوم على الحكومتين السورية واللبنانية. كان سعد الحريري من بين تلك الشخصيات المعارضة، وقال: «الأيادي الملطخة بالدماء، والتي اغتالت رفيق الحريري، هي نفسها الأيادي التي اغتالت سمير قصير». حثّ إلياس عطا الله -أمين سر حركة اليسار الديموقراطي- حلفاؤه للوصول إلى القصر الرئاسي وإزالة الرئيس إميل لحود. لكن على أي حال، لم ينجم عن تلك الدعوات أي شيء ملموس. بعد أعوام، اعترف تحالف 14 آذار بأن الاغتيالات السياسية التي شهدها لبنان كان بالإمكان تجنبها لو تنحّى الرئيس لحود عن منصبه.
كان قصير من بين الضحايا الأوائل في قائمة طويلة متزايدة من الاغتيالات السياسية التي وقعت في لبنان منذ عام 2004 حتى عام 2008. بدأت تلك الفترة بمحاولة اغتيال مروان حمادة، وتبعتها عملية اغتيال رئيس الوزراء رفيق الحريري في عام 2005. وعقب اغتيال قصير، طالت القائمة أيضًا جورج حاوي، الزعيم الأسبق للحزب الشيوعي اللبناني الذي اغتيل بتفجير سيارة مفخخة، ثم النائب والصحافي جبران تويني في 12 ديسمبر 2005. وتبع ذلك محاولات فاشلة لاغتيال رئيس الداخلية الأسبق، نائب رئيس الحكومة وزير الدفاع -حينها- إلياس المر، حليف سوريا. ثم اغتيال المذيعة والصحفية في قناة إل بي سي آي مي شدياق، التي نجت من الحادثة لكنها فقدت ذراعها وقدمها.

## حياته الخاصة
كان قصير متزوجاً من جيزيل خوري (1961–2023)، مقدمة البرامج الحوارية السابقة على قناة العربية، وقت وفاته. كان لديه ابنتان: ميساء وليانا، من زواج سابق.

## مؤلفاته
- تاريخ بيروت، باريس، 2003 (بالفرنسية) (ردمك 2-213-02980-6). ثم أصدرته دار النهار للنشر باللغة العربية (ترجمة: ماري طوق غوش)، بيروت، 2006.
- تأملات في شقاء العرب، دار النهار، 2004
- ديمقراطية سوريا واستقلال لبنان: البحث عن ربيع دمشق، دار النهار، 2004
- عسكر على مين؟: لبنان الجمهورية المفقودة، دار النهار، 2004
- حرب لبنان: من الشقاق الوطني إلى النزاع الإقليمي 1975-1982، دار النهار، 1994
- لبنان: ربيع لم يكتمل
- مسارات من باريس إلى القدس: فرنسا والصراع العربي – الإسرائيلي، سمير قصير و فاروق مردم بك، (الجزء الأول، 1917-1958)، مؤسسة الدراسات الفلسطينية، 1992
- مسارات من باريس إلى القدس: فرنسا والصراع العربي – الإسرائيلي، سمير قصير وفاروق مردم بك، (الجزء الثاني، 1958-1991)، مؤسسة الدراسات الفلسطينية، 1993
- ديمقراطية لبنان من ديمقراطية سوريا

## الإرث
أنشأت زوجته جيزيل خوري إلى جانب مجموعة من أصدقاء سمير قصير وطلابه وزملائه في شركة لورينت إكسبرس، بمن فيهم الكاتب إلياس خوري، «مؤسسة سمير قصير». كان أحد أهداف المؤسسة هو ترجمة أعماله إلى اللغات الإنجليزية والإيطالية والنرويجية. صدرت نسخة خاصة من صحيفة لورينت إكسبرس في نوفمبر 2005 احتفاءً بالذكرى السنوية العاشرة لتأسيسها تحت عنوان «الربيع غير المكتمل» وخُصِّصَت تخليدًا لذكرى قصير. وكان هذا المشروع في البداية فكرة قصير الذي كان يعمل عليه قبل اغتياله. سُمِّيَت ساحة في وسط بيروت، خلف مبنى النهار، باسمه تكريماً لقصير.
وفي عام 2006، أطلقت بعثة الاتحاد الأوروبي إلى لبنان بالتعاون مع مؤسسة سمير قصير جائزة للصحافة تحمل اسمه: «جائزة سمير قصير لحرية الصحافة». وقد فازت بها في نسختها الأولى الصحفية المصرية دينا عبد المعطي درويش عام 2006. في 2 يونيو 2006، أي بعد عام تمامًا من اغتياله، قامت المؤسسة بنصب تمثال برونزي لسمير قصير في الساحة التي سُمّيت باسمه.

## وصلات خارجية
- سمير قصير على موقع أرشيف الشارخ.
- الموقع الرسمي
- مؤسسة سمير قصير
- جائزة سمير قصير